# الآثار الإنسانية للعقوبات الأمريكية على إيران
كان لعقوبات الولايات المتحدة ضد إيران آثار إنسانية سلبية على المجتمع الإيراني. بسبب الطبيعة الواسعة للعقوبات، فقد تأثر حق الإيرانيين في الصحة والتعليم وغيرها من جوانب حقوق الإنسان بشكل سلبي. أدت العقوبات الثانوية الأمريكية إلى «إفراط في الامتثال» من قبل بعض الشركات.
الأطفال المصابون بانحلال البشرة الفقاعي، والمعروفين أيضًا باسم أطفال الفراشات، والمصابين بالدم والأشخاص المصابين بفيروس نقص المناعة البشرية هم من بين أكثر الفئات المعرضة للإصابة. أعاقت العقوبات الأمريكية أيضًا قدرة إيران على مكافحة تفشي وباء COVID-19.

## العقوبات الأمريكية على إيران
منذ عام 1979، فرضت الولايات المتحدة عقوبات مختلفة على الجوانب الاقتصادية والتجارية والعلمية والعسكرية ضد إيران. تشمل العقوبات الأمريكية ضد إيران حظراً على التعاملات الأمريكية مع الدولة، وحظر بيع الطائرات وقطع الغيار لشركات الطيران الإيرانية.

## الجوانب الإنسانية
إن العقوبات الأمريكية على إيران مصحوبة بآثار إنسانية سلبية. وفقًا للقانون الدولي، يجب على الولايات المتحدة تقييم تأثير عقوباتها على حقوق الإيرانيين ومعالجة أي انتهاكات ناجمة عن العقوبات. بسبب الشبكة الواسعة للعقوبات الأمريكية، انسحبت البنوك والشركات من التجارة الإنسانية مع إيران، مما جعل الإيرانيين يعانون من أمراض نادرة أو خطيرة غير قادرين على الحصول على الأدوية والعلاجات اللازمة.
وبحسب ألينا دوهان، مقررة الأمم المتحدة الخاصة المعنية بالتدابير القسرية أحادية الجانب، فإن المجموعات التي تضم «[الأشخاص المصابين] بأمراض خطيرة، والمعوقين، واللاجئين الأفغان، والأسر التي تعولها النساء والأطفال» تتأثر سلبًا بهذه الإجراءات. وأضافت أن «العقوبات فاقمت بشكل كبير الوضع الإنساني في إيران».

## الجوانب الطبية والصيدلانية
لا تخضع الأدوية والمعدات الطبية للعقوبات الدولية، لكن إيران تواجه نقصًا في الأدوية لعلاج 30 مرضًا - بما في ذلك السرطان ومشاكل القلب والتنفس والثلاسيميا والتصلب المتعدد - لأنه لا يُسمح لاستخدام أنظمة الدفع الدولية. وفقًا لمسح أجراه مركز وودرو ويلسون الدولي للباحثين، انخفضت واردات الأدوية إلى إيران من الولايات المتحدة وأوروبا بنحو 30٪ في عام 2012.
في عام 2013، ذكرت صحيفة الغارديان أن أكثر من 85000 مريض بالسرطان يحتاجون إلى أشكال نادرة من العلاج الكيميائي والعلاج الإشعاعي. وضعت الحكومات الغربية استثناءات ضمن نظام العقوبات لضمان وصول الأدوية الحيوية، لكن هذه الإعفاءات تتعارض مع القيود المصرفية الشاملة والقيود المفروضة على المواد الكيميائية «ذات الاستخدام المزدوج» التي قد يكون لها وظيفة طبية وعسكرية.

### أطفال الفراشات

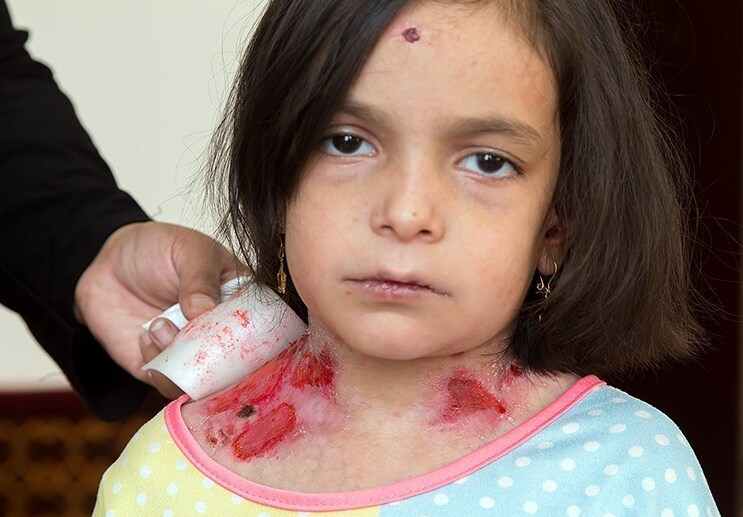
فتاة إيرانية تعاني من تقرحات انحلال البشرة الفقاعي حول رقبتها.

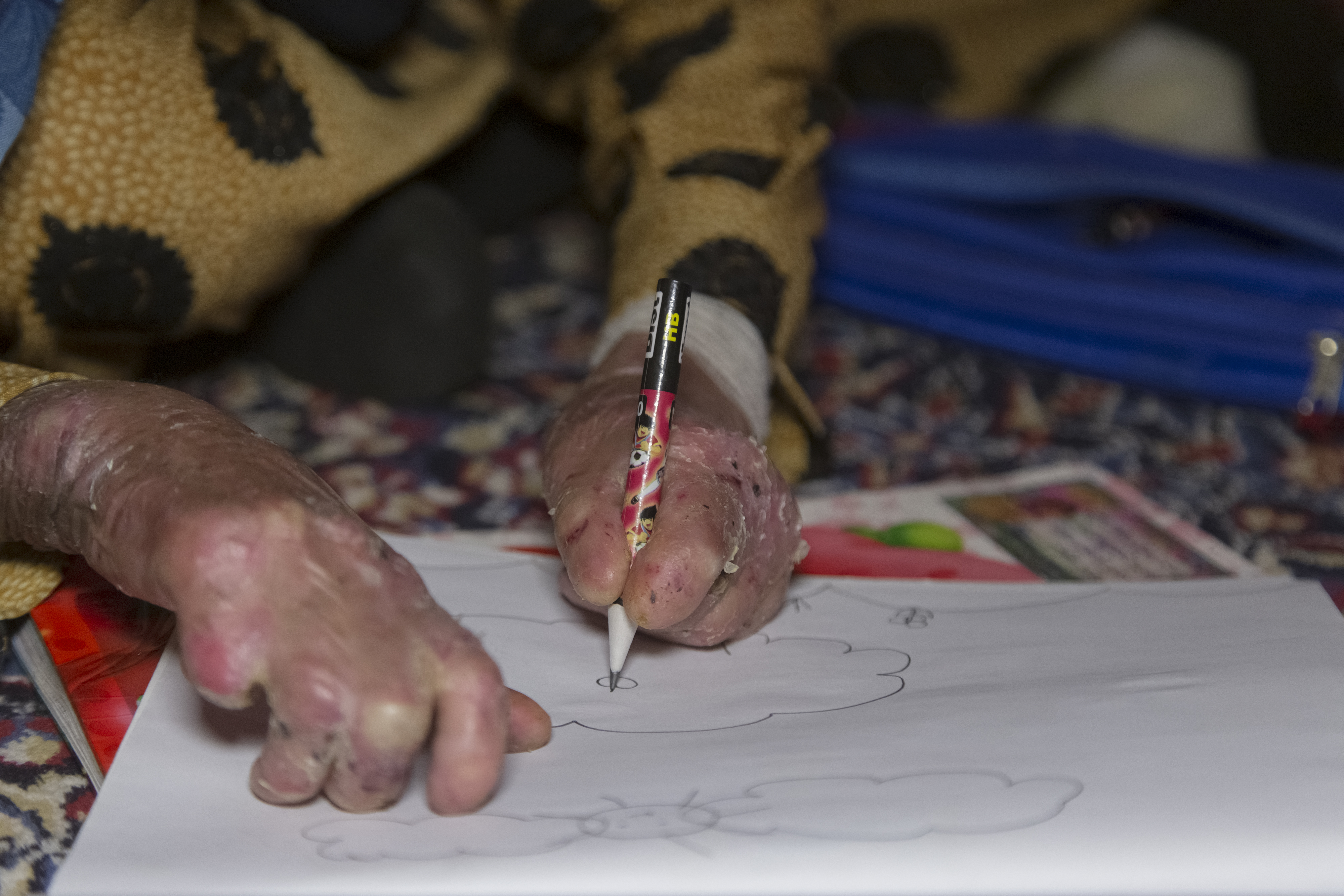
طفل مصاب بانحلال البشرة الفقاعي، من جنوب محافظة كرمان، إيران.

انحلال البشرة الفقاعي (EB) هو حالة جلدية شديدة ومميتة تسبب جروحًا مؤلمة بشكل رهيب ويظهر في الغالب عند الأطفال، الذين يطلق عليهم اسم «أطفال الفراشات» بسبب بشرتهم الحساسة. تصبح تقرحات الجلد لأولئك الذين يعانون من EB مؤلمة جدًا لدرجة أن المرضى غالبًا ما يقارنون جلدهم بحروق من الدرجة الثالثة. في حديث للجزيرة، قارن مريض إيراني من EB الألم بـ«الماء المغلي، قطرة بقطرة تسقط على جلدك». على الرغم من ذلك، قررت Mölnlycke للرعاية الصحية، وهي شركة سويدية تصنع الضمادات الرغوية الماصة من ميبليكس، الضمادات التي يُقال إنها العلاج الأكثر فعالية لحالتهم، إيقاف الشحنات إلى إيران بسبب مخاوف بشأن ثانوي العقوبات نتيجة الإفراط في الامتثال. صرح المركز الإيراني للقانون الجنائي الدولي (ICICL)، ومقره لاهاي، في عام 2021 أن ما يقرب من 30 مريضًا إيرانيًا مصابًا بـ EB - معظمهم من الأطفال - قد ماتوا منذ توقف مولنليك عن بيع ضمادات الجروح إلى إيران. رداً على استفسار من بيت EB، وهي منظمة غير حكومية إيرانية ساعدت في تزويد مرضى EB الإيرانيين بالضمادة السويدية، صرحت شركة مولنليك في مارس 2019 أنه بسبب العقوبات الأمريكية «قررت عدم القيام بأي عمل يتعلق بإيران في الوقت الحاضر.»
في 19 ديسمبر / كانون الأول 2019، ألقى السفير الإيراني لدى الأمم المتحدة، مجيد تخت رافانتشي، كلمة أمام مجلس الأمن الدولي وذكر فتاة تبلغ من العمر عامين، تُدعى آفا، توفيت بسبب إيبولا، في تصريحاته:

### سيولة الدم
لم يتمكن ما يقرب من 40.000 من مرضى الهيموفيليا من الحصول على أدوية تخثر الدم، وتم تأجيل العمليات على المصابين بالهيموفيليا بشكل فعال بسبب المخاطر التي يشكلها النقص. توفي صبي مراهق مصاب بالدم بسبب مرضه نتيجة نقص الأدوية بسبب العقوبات.

### فيروس العوز المناعي البشري
يقدر أن 23000 إيراني مصاب بفيروس نقص المناعة البشرية / الإيدز لديهم قدرة محدودة للغاية على الوصول إلى الأدوية التي يحتاجون إليها. أفادت المنظمة التي تمثل 8000 إيراني يعانون من مرض الثلاسيميا، وهو اضطراب دم وراثي، أن أعضائها بدأوا يموتون بسبب نقص الدواء الأساسي، ديفيروكسامين، اللازم لتنظيم محتوى الحديد في الدم. بالإضافة إلى ذلك، لم تتمكن إيران من شراء معدات طبية مثل الأوتوكلاف اللازمة لإنتاج العديد من الأدوية، حيث رفضت بعض أكبر شركات الأدوية الغربية القيام بأعمال تجارية مع البلاد.

### خلال جائحة COVID-19
خلال وباء COVID-19، حثت الصين والمملكة المتحدة ومجموعة الـ 77 والخبراء الولايات المتحدة على تخفيف العقوبات على إيران لمساعدتها في مكافحة تفشي فيروس كورونا المتزايد. قال المدير المشارك لمركز البحوث الاقتصادية والسياسية (CEPR) مارك وايسبروت أنه «ليس هناك شك في أن قدرة إيران على الاستجابة لفيروس كورونا الجديد قد أعيقت بسبب العقوبات الاقتصادية التي فرضتها إدارة ترامب، ومن المرجح أن يكون عدد القتلى أعلى بكثير مما كان يمكن أن يكون نتيجة لذلك». وأضاف أنه لا شك في أن العقوبات أعاقت قدرة إيران على احتواء تفشي المرض، مما أدى إلى المزيد من الأمراض وربما انتشار الفيروس خارج حدود البلاد.
أصبحت إدارة أزمة COVID-19 في إيران أكثر تعقيدًا نتيجة لعواقب العقوبات. أصدرت هيومن رايتس ووتش بيانًا في 6 أبريل / نيسان 2020 حثت فيه الولايات المتحدة على تخفيف العقوبات المفروضة على إيران حتى تتمكن إيران من "الوصول إلى الموارد الإنسانية الحيوية أثناء وباء [فيروس كورونا] ".
ذكرت بلومبرج في أكتوبر / تشرين الأول 2020 أن العقوبات الأمريكية منعت شحن مليوني جرعة من لقاح الإنفلونزا. أفادت جمعية الهلال الأحمر الإيرانية أن العقوبات الاقتصادية الشديدة أدت إلى إفلاس بنك شهر المحلي، وبالتالي أوقفت الشحنات الحيوية.

## أنظر أيضا
- حملة الضغط الأقصى